# Hanna Astrup Larsen
Hanna Astrup Larsen (Decorah, 1873-Elmsford, 1945) fue una escritora y traductora estadounidense.

## Biografía
Nació en Decorah, estado de Iowa, el 1 de septiembre de 1873.
De origen noruego, fue autora de Knut Hamsun (Alfred A. Knopf, 1922), una biografía del escritor Knut Hamsun, además de editora de Norway's Best Stories (W. W. Norton & Co., 1928), Sweden's Best Stories (W. W. Norton & Co., 1928), y Denmark's Best Stories (W. W. Norton & Co., 1928). Traductora desde el idioma danés, fue editora literaria y editora de American-Escandinavian Review. Falleció en Elmsford, estado de Nueva York, el 3 de diciembre de 1945.